# Haemoproteus
Haemoproteus é um gênero de protozoários que parasita aves, répteis e anfíbios. O termo Haemoproteus foi usado pela primeira vez na descrição de Haemoproteus columbae no sangue do pombo Columba livia por Kruse em 1890.

## Espécies
- Haemoproteus aegnithidae
- Haemoproteus aegyptius
- Haemoproteus africanus
- Haemoproteus alaudae
- Haemoproteus anatolicum
- Haemoproteus anthi
- Haemoproteus antigonis
- Haemoproteus asturisdussumieri
- Haemoproteus attenatus
- Haemoproteus balearicae
- Haemoproteus balli
- Haemoproteus balmorali
- Haemoproteus bambusicolae
- Haemoproteus bennetti
- Haemoproteus brachiatus
- Haemoproteus beckeri
- Haemoproteus belopolskyi
- Haemoproteus bennetti
- Haemoproteus borgesi
- Haemoproteus brodkorbi
- Haemoproteus bubalornis
- Haemoproteus bucerotis
- Haemoproteus canachites
- Haemoproteus caprimulgi
- Haemoproteus catharti
- Haemoproteus catenatus
- Haemoproteus cellii
- Haemoproteus centropi
- Haemoproteus chelodina
- Haemoproteus coatneyi
- Haemoproteus columbae
- Haemoproteus concavocentralis
- Haemoproteus cornuata
- Haemoproteus crumenius
- Haemoproteus cyanomitrae
- Haemoproteus danilewskyi
- Haemoproteus desseri
- Haemoproteus dicaeus
- Haemoproteus dicruri
- Haemoproteus edomensis
- Haemoproteus elani
- Haemoproteus enucleator
- Haemoproteus dolniki
- Haemoproteus forresteri
- Haemoproteus fringillae
- Haemoproteus fusca
- Haemoproteus gabaldoni
- Haemoproteus garnhami
- Haemoproteus geochelonis
- Haemoproteus greineri
- Haemoproteus goodmani
- Haemoproteus halcyonis
- Haemoproteus handai
- Haemoproteus hirundinis
- Haemoproteus himalayanus
- Haemoproteus homobelopolskyi
- Haemoproteus homovelans
- Haemoproteus iwa
- Haemoproteus janovyi
- Haemoproteus jenniae
- Haemoproteus khani
- Haemoproteus kopki
- Haemoproteus krylovi
- Haemoproteus lanii
- Haemoproteus lari
- Haemoproteus lophortyx
- Haemoproteus kopki
- Haemoproteus maccallumi
- Haemoproteus mackerrasi
- Haemoproteus macrovacuolatus
- Haemoproteus madagascariensis
- Haemoproteus majoris
- Haemoproteus mansoni
- Haemoproteus mathislegeri
- Haemoproteus melopeliae
- Haemoproteus meleagridisEste é parasita de perus. O organismo aparece no citoplasma dos eritrócitos como um corpo cilíndrico , de forma crescente com extremiodades arredondadas. Macro e microgametócitos tem 13-19 Micrômetros de comprimento e 2-4 Micrómetros de largura , ocupando de meio a 3/4 do citoplasma .
- Haemoproteus mesnili
- Haemoproteus metchnikovi
- Haemoproteus micronuclearis
- Haemoproteus minutus
- Haemoproteus motacillae
- Haemoproteus multipigmentatus
- Haemoproteus multivolutinus
- Haemoproteus nebraskensis
- Haemoproteus nettionis
- Haemoproteus nisi
- Haemoproteus noctuae
- Haemoproteus nucleofascialis
- Haemoproteus nucleophilus
- Haemoproteus oedurae
- Haemoproteus orioli
- Haemoproteus oryzivora
- Haemoproteus ovalis
- Haemoproteus pallidus
- Haemoproteus pallidulus
- Haemoproteus palumbis
- Haemoproteus pasteris
- Haemoproteus pastoris
- Haemoproteus parabelopolskyi
- Haemoproteus paramultipigmentatus
- Haemoproteus paranucleophilus
- Haemoproteus paruli
- Haemoproteus passeris
- Haemoproteus payevskyi
- Haemoproteus peltocephali
- Haemoproteus peircei
- Haemoproteus pelouri
- Haemoproteus phyllodactyli
- Haemoproteus piresi
- Haemoproteus plataleae
- Haemoproteus pratosi
- Haemoproteus prognei
- Haemoproteus psittaci
- Haemoproteus pteroclis
- Haemoproteus ptyodactyli
- Haemoproteus quelea
- Haemoproteus raymundi
- Haemoproteus rileyi
- Haemoproteus rupicola
- Haemoproteus sacharovi
- Haemoproteus sanguinus
- Haemoproteus sanîosdiasï
- Haemoproteus sauianae
- Haemoproteus sequeirae
- Haemoproteus serini
- Haemoproteus silvaï
- Haemoproteus sturni
- Haemoproteus sylvae
- Haemoproteus syrnii
- Haemoproteus tarentolae
- Haemoproteus tartakovskyi
- Haemoproteus telfordi
- Haemoproteus tendeiroi
- Haemoproteus tinnunculi
- Haemoproteus thraupi
- Haemoproteus trionyxi
- Haemoproteus turtur
- Haemoproteus uraeginthus
- Haemoproteus vacuolatus
- Haemoproteus valkiūnasi
- Haemoproteus vangii
- Haemoproteus velans
- Haemoproteus vireonis
- Haemoproteus wenyoni
- Haemoproteus witti
- Haemoproteus xantholemae
- Haemoproteus zosteropsis